# I.H. Ruben
Isak Hendel Ruben (10. august 1789 i København – 10. december 1868 sammesteds) var en dansk fabrikant.
Hans forældre var kattuntrykker Hendel Jacob Ruben (ca. 1746-1807) og Judithe Cantor (ca. 1753-1829). Han blev født i København, hvor hans fader, der var født i Altona, efter bevilling af 1780 drev et kattuntrykkeri. Han blev opdraget i faderens virksomhed, og efter dennes død begyndte han efter en ny bevilling 1810 et eget kattuntrykkeri, der fra først kun var lille, men efterhaanden voksede til en stor virksomhed, navnlig da det udvidedes til farvning og appretering (Rubens Klædefabrik). 1844 fik det en dampmaskine. 1859 anlagde Ruben endelig et bomuldsvæveri på Rolighedsvej. Han var desuden medlem af Frederiksberg Kommunalbestyrelse. En række legater, der bærer hans og hans hustrus navne, trådte i kraft efter hans død. Sønnen Bernhard Ruben videreførte virksomheden.
Han blev gift 5. december 1820 i Synagogen i København med Susanne (Scheno) Bloch (15. oktober 1794 i København- 6. marts 1868 sst.), datter af købmand Berendt Levin Bloch (ca. 1751-1829) og Jacket Rosbach (1758-1795).
Han er begravet på Mosaisk Nordre Begravelsesplads. Der findes et portrætmaleri af I.H. Ruben af David Monies fra ca. 1820 og af August Schiøtt fra 1867, begge i familieeje. Buste af H.W. Bissen 1866. Stik derefter. Litografi fra I.W. Tegner & Kittendorff efter Schiøtts maleri. Fotografi.